# Feliciána
A Feliciána latin eredetű női név, jelentése: boldog. Férfi párja: Felicián.

## Névnapok
- június 9.
- június 20.

## Alakváltozatok
- Felicita, névnapok: március 6., november 23.
- Felicitás, névnapok: március 6., november 23.
- Felicitász, névnapok: március 6., november 23.

## Híres Feliciánák, Feliciták, Felicitások, Felicitászok
- Szent Felicitász vértanú

## További keresztnevek
- Magyar névnapok listája dátum szerint
- Magyar névnapok listája betűrendben